# Victoria de los Ángeles

Victoria de los Ángeles (1975)

Victoria de los Ángeles, auf Katalanisch Victòria dels Àngels, eigentlich Victoria de los Ángeles López García (* 1. November 1923 in Barcelona; † 15. Januar 2005 ebenda) war eine spanische Opernsängerin (Sopran). Sie verwendete ihren Vornamen als Künstlernamen.

## Leben
De los Ángeles studierte ab 1938 am Konservatorium in ihrer Heimatstadt Barcelona bei Dolores Frau und gab ihr Operndebüt bereits 1941 im Alter von 18 Jahren als Mimi in Puccinis La Bohème am Gran Teatre del Liceu in Barcelona. Nach weiteren drei Jahren Studium begann sie 1944 ihre professionelle Sängerkarriere mit einem Konzert in Barcelona, dem im Jahr 1945 Auftritte am Liceu als Gräfin in Mozarts Die Hochzeit des Figaro folgten. 1947 gewann sie den ersten Preis des Internationalen Gesangswettbewerbs in Genf und nahm im Anschluss de Fallas Oper La vida breve für die BBC in London auf.
1949 debütierte sie an der Pariser Oper als Marguerite in Gounods Faust, 1950 am Londoner Opernhaus Covent Garden als Mimi in Puccinis La Bohème, im gleichen Jahr an der Mailänder Scala als Donna Anna in Don Giovanni (Wolfgang Amadeus Mozart) und bei den Salzburger Festspielen; 1951 nach einer Südamerika-Tournee an der Metropolitan Opera in New York ebenfalls als Marguerite. Dem Ensemble der Metropolitan Opera gehörte sie bis 1961 an; sie trat dort in 13 Rollen in insgesamt 103 Vorstellungen auf. Auch an der Wiener Staatsoper und bei den Bayreuther Festspielen (1961–1962 als Elisabeth in Wagners Tannhäuser) war sie Gast. 
Die Sängerin trat häufig mit dem schwedischen Tenor Jussi Björling auf. Die beiden galten – ähnlich wie Maria Callas und Giuseppe Di Stefano – als Traumpaar auf den internationalen Opernbühnen. Die von Sir Thomas Beecham dirigierte Aufnahme von La Bohème (mit Robert Merrill und Giorgio Tozzi) gehört zu den bedeutendsten Schallplattenproduktionen des 20. Jahrhunderts. 
Ab 1961 trat Victoria de los Angeles nur noch selten auf der Bühne auf und konzentrierte sich fortan auf Schallplattenaufnahmen und den Liedgesang. Bei ihren Liederabenden sang sie neben deutschen Kunstliedern und französischen Mélodies auch viele im internationalen Konzertbetrieb eher unbekannte spanische und katalanische Lieder. 1962 war sie die erste klassische  Musikerin, die sephardische Musik aufnahm. Im Mai 1988 sang sie, begleitet von dem Gitarristen Ichiro Suzuki, beim Eröffnungskonzert des von Leo Brouwer geleiteten Concurso y Festival de la Habana in Havanna. Ihre seltenen Opernauftritte, meist in der Titelrolle von Bizets Carmen, waren jedoch weiterhin beim Publikum sehr erfolgreich. In der Spielzeit 1990/1991 stand sie nochmals auf der Bühne des Teatre del Liceu in Barcelona und sang die Partie der Königin Isabel in der szenischen Uraufführung der szenischen Kantate Atlántida von Manuel de Falla (ergänzt von Ernesto Halffter).
Victoria de los Ángeles starb im Alter von 81 Jahren in einer Klinik in Barcelona an den Folgen einer Bronchitis.